# Borovec pri Kočevski Reki
Borovec pri Kočevski Reki – wieś w Słowenii, w gminie Kočevje. W 2018 roku liczyła 61 mieszkańców.